# کوتنیی
کوتنیی (به انگلیسی: Kotanai) یک منطقهٔ مسکونی در پاکستان است که در خیبر پختونخوا واقع شده‌است.